# 全国骨髄バンク推進連絡協議会
特定非営利活動法人全国骨髄バンク推進連絡協議会（ぜんこくこつずいバンクすいしんれんらくきょうぎかい、略称・全国協議会、英文名称JAPAN MARROW DONOR REGISTRY PROMOTION CONFERENCE.）は、都道府県単位で骨髄バンク推進活動を行うボランティア団体をサポートする特定非営利活動法人。会長は、渋谷俊徳、理事長は、野村正満。

## 組織概要
- 沿革
  - 1987年12月 - 全国骨髄バンクを進める会が発足
  - 1989年3月 - 全国骨髄バンク推進連絡協議会（旧協議会）に改称
  - 1990年6月 - 13団体が加盟する全国骨髄バンク推進連絡協議会が新組織として発足
  - 1991年12月 - 骨髄移植推進財団が公的骨髄バンク事業を開始
  - 1993年1月 - 骨髄移植推進財団が主体となった日本骨髄バンクによる、第1例目の非血縁者間骨髄移植が実施される
  - 2000年5月 - 任意団体からNPO法人に改組
  - 2010年4月 - 国税庁長官より認定NPO法人の認定を受ける。
- 本部 - 東京都千代田区東神田一丁目3番4号　KTビル3階

## 歴代会長
- 海部幸世（1992年5月 - 2009年7月）海部俊樹元総理夫人
- 大谷貴子（2009年7月 - 2011年7月）
- 市川團十郎（2011年7月 - 2013年2月）十二代目 成田屋　市川團十郎
- 仲田順和（2013年7月 - 2023年12月）真言宗醍醐派総本山醍醐寺　座主
- 渋谷俊徳（2025年5月 -）シー・エイチ・シー・システム株式会社　相談役